# DearS
DearS (ディアーズ, Diāzu) is een 46 hoofdstukken tellende Japanse comedy-manga en een 13 afleveringen tellende anime.

## Plot
Het verhaal gaat over een groep buitenaardse wezens met een mensachtig uiterlijk, die "DearS" (dear friends) worden genoemd. Hun ruimtevaartuig is gestrand op aarde, waardoor ze genoodzaakt zijn om te leven met de aardbewoners. De DearS zijn in feite een gekweekt slavenras en gedragen zich ook als zodanig: gehoorzaam en loyaal. Omdat ze zeer intelligent zijn brengen ze dit feit niet naar buiten vanwege de afkeer van mensen tegenover slavernij. In plaats daarvan presenteren ze zich als uitwisselingsstudenten, in de hoop om in de samenleving geaccepteerd te worden. Een DearS bindt zich aan een bepaald persoon, welke dan hun "meester" wordt. Omdat de DearS gelukkig worden van het dienen van hun meester proberen ze iemand te vinden om te dienen.
Een capsule met daarin een incomplete DearS is betrokken bij een transportongeluk, waardoor deze DearS vrijkomt. Zij functioneert weliswaar, maar mist de kennis die de andere DearS hebben opgedaan over de Aarde. Haar naam is "Ren-Ren-Ren-Nagusaran-Rensia-Roroonren-Nakora", waarbij de 3 "Ren"-voorvoegsels duiden op een defectief product (in de taal van de DearS betekent "ren" niets of nul). Ze wordt door een scholier genaamd Takeya gered van de aanrijding met een vrachtwagen, waarop ze zich aan hem bindt. Het vervolg van het verhaal concentreert zich op de belevenissen van deze 2 personages.

## Personages
Takeya Ikuhara
Een heetgebakerde 17-jarige student. Hij houdt niet van veranderingen, waardoor hij des te meer moeite heeft met het accepteren van de buitenaardse Ren. Dit wordt mede veroorzaakt doordat hem als kind constant enge sciencefictionfilms werden opgedrongen door Neneko. Ondanks dat hij onverschillig overkomt heeft hij een goed hart. Takeya heeft de neiging om zich overhaast in dingen te storten, en doordat hij heetgebakerd is heeft hij weinig vrienden. Het idee van het hebben van een slaaf stoot hem af, maar hij is desondanks in bepaalde mate gesteld op Ren.
Ren (Ren Ren Ren Nagusaran Rensia Rurunnren Nakora)
De toegewijde DearS van Takeya. Ze werd door Takeya gevonden nadat haar capsule was opengebroken na een ongeluk tijdens transport. Ze had in het begin geen naam, maar werd door Takeya "Ren" genoemd, afgeleid van het eerste woord van haar identificatienummer. Hierop heeft ze zich aan hem gebonden. Volgens de wetten van de DearS wordt een slaaf die uit zichzelf een meester kiest beschouwd als heilig. In de taal van de DearS betekent "Ren" nul, waardoor ze in feite een onafgemaakte "zero-number" is en wat niet bekend mag worden gemaakt. Omdat ze mooi en voluptueus is wordt ze bewonderd door Takeya en zijn klasgenoten, maar omdat ze onbekend is met de menselijke gebruiken en de Japanse cultuur moet ze constant in de gaten worden gehouden. In 1 nacht heeft ze zich de Japanse taal eigen gemaakt met behulp van woordenboeken en tekstboeken. Haar favoriete voedsel is "melonpan" oftewel meloenbrood.
Neneko Izumi
De jeugdvriendin van Takeya. Haar vader is de huisbaas van Takeya. Ondanks hun constante gekibbel is zij goede vrienden met hem. Zij is degene met het meeste gezonde verstand.
Mitsuka Yoshimine
De lerares van Takeya en Neneko. Ze is intelligent, maar ook een schaamteloze exhibitioniste (ook laat ze de leerlingen erotisch getinte verhalen voorlezen die ze zelf de nacht daarvoor heeft gemaakt).
Hikorou Oikawa
Een vriend van Takeya. Hij is voorzitter van de DearS fanclub en is zeer geïnteresseerd in Ren.
Miu (Sia Nostal Ren Naguregyug Thanast Useim Ruki Miu)
Een vrouwelijke DearS die een uitwisselingsstudente is op Takeya's school. Ze heeft een tragisch verleden omdat haar oorspronkelijke meester was omgekomen ondanks haar inspanningen om hem te redden.
Khi
Een mannelijke DearS-uitwisselingsstudent die op dezelfde school zit als de zus van Takeya. Hij is het zwarte schaap binnen de DearS gemeenschap en is zachtaardig. Hierdoor is hij aangewezen als diplomatiek onderhandelaar namens de DearS.
Natsuki Ikuhara
Takeya's zusje, die voorheen in het buitenland verbleef. Ze is aanvankelijk vrienden met Ren, maar nadat ze erachter komt dat Ren zichzelf de slaaf van Takeya noemt slaat de vriendschap om in haat en gebruikt ze fysiek geweld tegen Takeya.
Harumi Ikuhara
De stiefmoeder van Takeya en een van de weinigen die Natsuki in het gareel kan houden.
Xaki
Een "biter" die gestuurd is door de DearS gemeenschap om Ren terug te halen. Hij is de mentor van de katachtige DearS Nia. Samen met Rubi heeft hij de op een na hoogste rang.
Nia
De katachtige leerlinge van Xaki. Ze is nogal vergeetachtig en vergeet derhalve haar opdrachten, inclusief degene die ze zelf maakt. Ze is verder onhandig, maar wendbaar indien noodzakelijk.
Rubi
De op een na hoogste in rang bij de DearS-gemeenschap: ze ziet eruit als een sm-meesteres, compleet met zweep.
Fina
De leider van de DearS-gemeenschap. Ze is de oudste DearS en komt nogal afwezig en slaperig over, maar doordat ze een "watcher" is weet ze bijna alles over de DearS-gemeenschap.